# Badshapur
Badshahpur és un torrent de muntanya generalment sec al districte de Gurgaon a Haryana, Índia. Neix a les muntanyes Ballabhgarh a la regió de la Capital Nacional i encara que està sec la major part de l'any, esdevé un torrent molt cabalós al moment de pluja. Agafa el seu nom del poble de Badshahpur pocs quilòmetres al sud de Gargaon i als sud-oest de Delhi.